# Мырыч
Мырыч — река в России, течёт по территории Удорского района Республики Коми. Левый приток реки Ёвва.
Длина реки составляет 30 км.
Вытекает из болота Мырычнюр. Течёт по лесной болотистой местности. Генеральным направлением течения является северо-запад. Впадает в Ёвву на высоте 104 м над уровнем моря.

## Данные водного реестра
По данным государственного водного реестра России относится к Двинско-Печорскому бассейновому округу, водохозяйственный участок реки — Мезень от истока до водомерного поста у деревни Малонисогорская. Речной бассейн реки — Мезень.
Код объекта в государственном водном реестре — 03030000112103000047221.